# 2019년 칸 영화제
제72회 칸 영화제는 2019년 5월 14일부터 5월 25일까지 개최되었다. 경쟁부문 심사위원장으로는 멕시코의 알레한드로 곤살레스 이냐리투 감독이 맡았다.
개막작으로는 미국의 짐 자무쉬 감독이 제작한 <데드 돈 다이> (The Dead Don't Die)가 선정됐다. 최고상인 황금종려상은 <기생충>의 봉준호 감독 (대한민국)에게 수여되었다. 봉준호 감독의 칸 영화제 수상은 이번이 처음이며, 동시에 대한민국 출신 감독의 황금종려상 수상도 사상 처음이었다.
이번 영화제의 포스터 주인공으로는 2019년 3월 세상을 떠난 프랑스의 감독 아녜스 바르다가 선정됐다. 아녜 바르다의 첫 연출작인 <라 푸앵트 쿠르트로의 여행> (La Pointe Courte, 1955)에서의 사진을 소재로 하였다. 해당 작품은 차후 칸 영화제에 초청된 작품이기도 했다.

## 심사위원

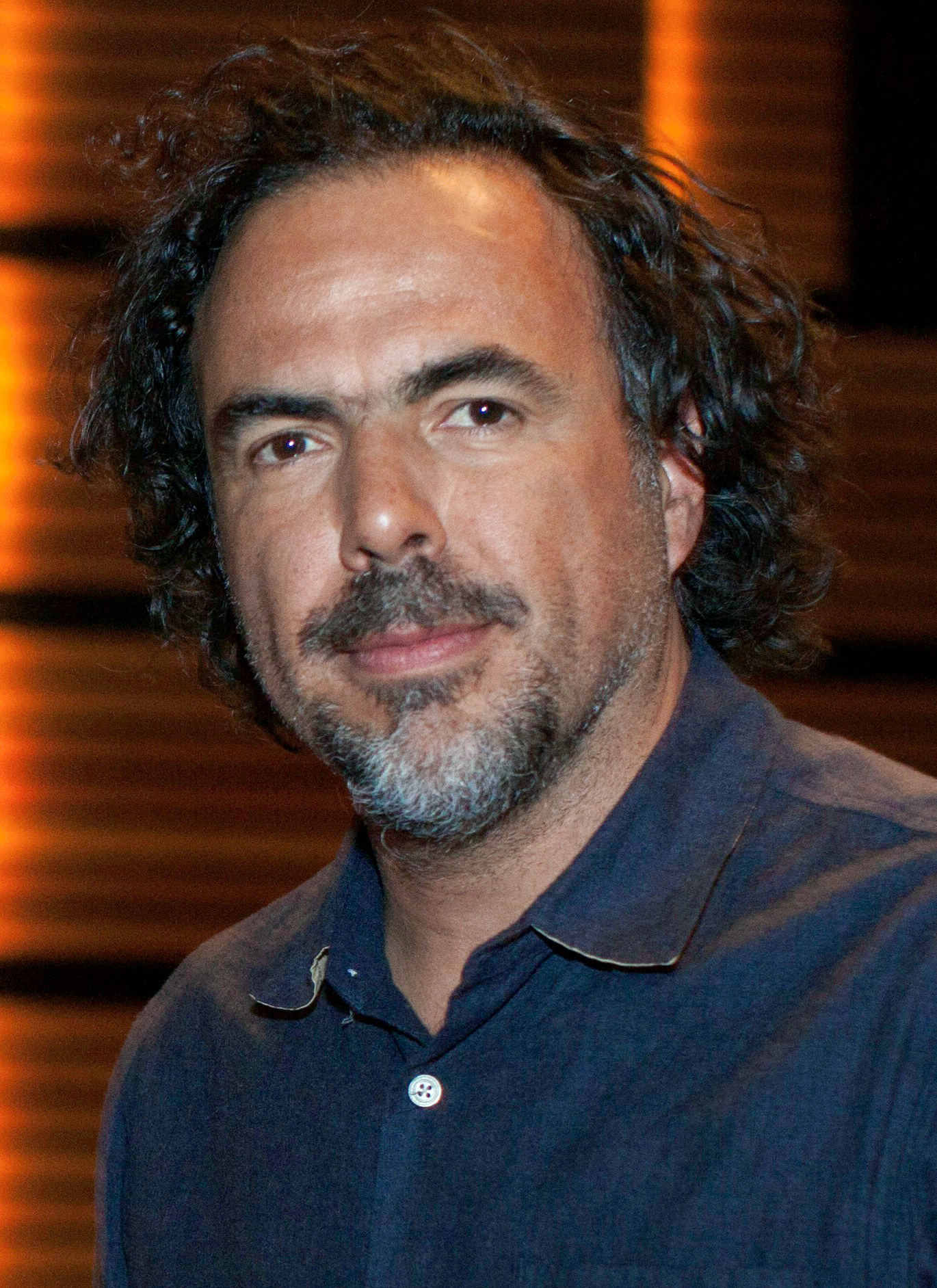
경쟁부문 심사위원장 알레한드로 곤살레스 이냐리투

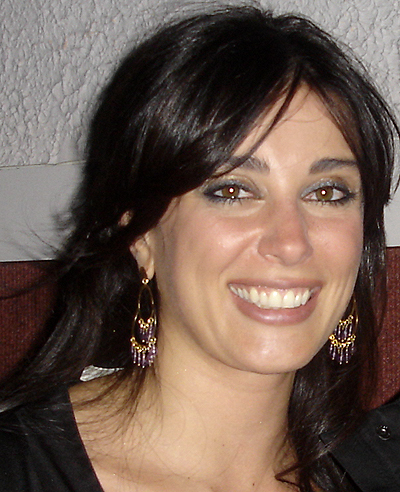
주목할 만한 시선 심사위원장 나딘 라바키

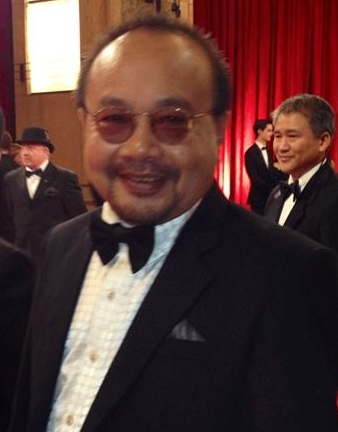
황금카메라상 심사위원장 리티 판

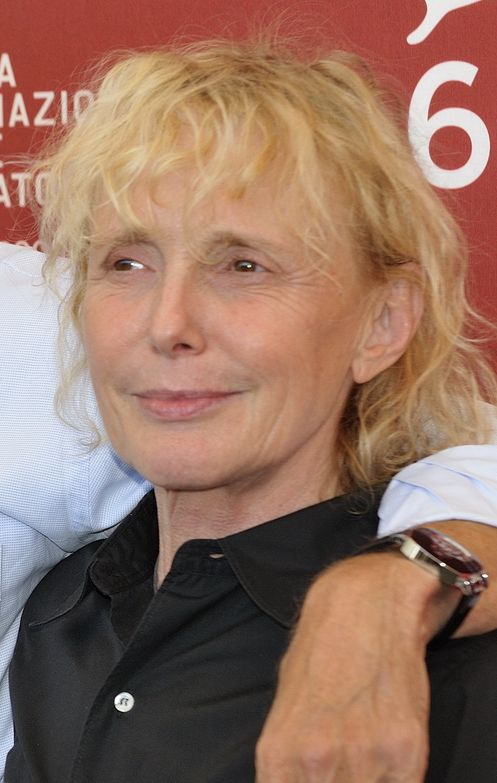
시네파운데이션 및 단편부문 심사위원장 클레르 드니

### 경쟁부문
- 알레한드로 곤살레스 이냐리투 - 멕시코 영화감독, 심사위원장[2]
- 엔키 빌랄 - 프랑스 작가, 아티스트, 영화감독[7]
- 로뱅 캉피요 - 프랑스 영화감독[7]
- 마이무나 은디아이 - 세네갈 배우, 영화감독[7]
- 엘 패닝 - 미국 배우[7]
- 요르고스 란티모스 - 그리스 영화감독[7]
- 파베우 파블리코프스키 - 폴란드 영화감독[7]
- 켈리 라이카트 - 미국 영화감독[7]
- 알리체 로르바케르 - 이탈리아 영화감독[7]

### 주목할 만한 시선
- 나딘 라바키 - 레바논 영화감독, 심사위원장[8][9]
- 마리나 포이스 - 프랑스 배우[9]
- 누르한 세케르시포르스트 - 독일 영화 프로듀서[9]
- 리산드로 알론소 - 아르헨티나 영화감독[9]
- 루카스 돈트 - 벨기에 영화감독[9]

### 황금카메라상
- 리티 판 - 캄보디아계 프랑스 영화감독, 심사위원장[10]
- 알리스 디오프 - 프랑스 영화감독
- 상드린 마르크 - 프랑스 영화감독, 작가, 영화평론가
- 브누아 델롬 - 프랑스 촬영기사
- 니콜라 나줄랑 - 프랑스 음향감독

### 시네파운데이션 및 단편영화
- 클레르 드니 - 프랑스 영화감독, 심사위원장[11][12]
- 스테이시 마틴 - 프랑스계 영국 배우[12]
- 에란 콜리린 - 이스라엘 영화감독[12]
- 파노스 H. 쿠트라스 - 그리스 영화감독[12]
- 커털린 미툴레스쿠 - 루마니아 영화감독[12]

### 독립 부문
국제비평가주간 상 (Semaine de la Critique)
- 시로 게라 - 콜롬비아 영화감독, 심사위원장[13][14]
- 아미라 카서 - 프랑스계 영국 배우
- 마리안 슬로트 - 프랑스계 덴마크 영화프로듀서
- 지아 맘부 - 벨기에계 콩고 영화기자, 평론가
- 조나스 카프리냐노 - 이탈리아계 미국 영화감독

황금눈상 (L'Œil d'or)
- 욜랑드 조베르망 - 프랑스 영화감독, 심사위원장[15]
- 로만 보랭제 - 프랑스 배우, 영화감독
- 에리크 카라바카 - 프랑스 배우, 영화감독
- 이반 히로우드 - 쿠바 영화제 감독
- 로스 맥엘리 - 미국 다큐멘터리 감독

퀴어종려상 (Queer Palm)
- 비르지니 르두아양 - 프랑스 배우, 심사위원장[16]
- 클레르 뒤게 - 프랑스 촬영기사, 영화감독
- 키윤 킴 - 프랑스 코미디언
- 필리피 마트젬바셰르 - 브라질 영화감독
- 마르시우 헤올롱 - 브라질 영화감독

## 공식 부문 상영작

### 경쟁 부문
다음은 황금종려상 경쟁부문에 출품된 작품들이다.
| 한국어명                      | 원제                               | 감독                                      | 제작국가                    |
| ----------------------------- | ---------------------------------- | ----------------------------------------- | --------------------------- |
| 데드 돈 다이 (개막작)         | The Dead Don't Die                 | 짐 자무쉬                                 | 미국                        |
| 페인 앤 글로리 (QP)           | Dolor y gloria                     | 페드로 알모도바르                         | 스페인                      |
| 기생충                        | 기생충                             | 봉준호                                    | 대한민국                    |
| 남방차점적취회                | 南方车站的聚会 The Wild Goose Lake | 댜오이난                                  | 중국                        |
| 라 고메라                     | La Gomera                          | 코르넬리우 포루보이우                     | 루마니아 프랑스 독일        |
| 레 미제라블 (CdO)             | Les Misérables                     | 라지 리                                   | 프랑스                      |
| 루베, 빛 (QP)                 | Roubaix, une lumière Oh Mercy!     | 아르노 데스플레생                         | 프랑스                      |
| 리틀 조                       | Littel Joe                         | 예시카 하우스너                           | 오스트리아 독일 영국        |
| 마티아스와 막심 (QP)          | Matthias et Maxime                 | 그자비에 돌란                             | 캐나다                      |
| 메크툽, 마이 러브: 인터메초   | Mektoub, My Love: Intermezzo       | 압델라티프 케시시                         | 프랑스                      |
| 배신자                        | Il traditore                       | 마르코 벨로키오                           | 이탈리아                    |
| 바쿠라우 (QP)                 | Bacurau                            | 클레베르 멘돈사 필류, 줄리아누 도르넬리스 | 브라질                      |
| 머스트 비 헤븐                | It Must Be Heaven                  | 엘리아 술레이만                           | 프랑스 캐나다               |
| 타오르는 여인의 초상 (QP)     | Portrait de la jeune fille en feu  | 셀린 시아마                               | 프랑스                      |
| 시빌                          | Sibyl                              | 쥐스틴 트리에                             | 프랑스                      |
| 미안해요, 리키                | Sorry We Missed You                | 켄 로치                                   | 영국                        |
| 애틀랜틱스                    | Atlantique                         | 마티 디오프                               | 세네갈 프랑스 벨기에        |
| 소년 아메드                   | Le Jeune Ahmed                     | 장피에르 다르덴, 뤼크 다르덴              | 벨기에                      |
| 원스 어폰 어 타임 인 할리우드 | Once Upon a Time in Hollywood      | 쿠엔틴 타란티노                           | 미국                        |
| 프랭키 (QP)                   | Frankie                            | 아이라 잭스                               | 미국 프랑스 포르투갈 벨기에 |
| 히든 라이프                   | A Hidden Life                      | 테런스 맬릭                               | 미국 독일                   |

(CdO) 표시는 황금카메라상 (Caméra d'Or) 수상 자격을 만족하는 작품이다.
(QP)  표시는 퀴어종려상 (Queer Palm) 경쟁작이다.

### 주목할 만한 시선
다음은 주목할 만한 시선 부문에 출품된 작품들이다.
| 한국어명                | 원제                                      | 감독                              | 제작국가                 |
| ----------------------- | ----------------------------------------- | --------------------------------- | ------------------------ |
| 아담                    | Adam (QP)                                 | 마르얌 투자니                     | 모로코                   |
| 빈폴 (QP)               | Дылда                                     | 칸테미르 발라고프                 | 러시아                   |
| 시칠리아, 곰들의 침략   | La famosa invasione degli orsi in Sicilia | 로렌초 마토티                     | 프랑스 이탈리아          |
| 형제의 연인 (CdO)       | La Femme de mon frère                     | 모니아 초크리                     | 캐나다                   |
| 불라이더 (CdO)          | Bull                                      | 애니 실버스타인                   | 미국                     |
| 이 죽일 놈의 우정 (CdO) | The Climb                                 | 마이클 코비노                     | 미국                     |
| 파이어 윌 컴            | O que arde Fire will come                 | 올리베르 라헤                     | 스페인 프랑스 룩셈부르크 |
| 리베르떼 (QP)           | Liberté                                   | 알베르트 세라                     | 스페인                   |
| 홈워드 (CdO)            | Evge Homeward                             | 나리만 알리에프                   | 우크라이나               |
| 인비저블 라이프         | A vida invisível de Eurídice Gusmão       | 카림 아이누즈                     | 브라질                   |
| 잔 다르크               | Jeanne                                    | 브뤼노 뒤몽                       | 프랑스                   |
| 니나 우                 | 灼人秘密 Nina Wu                          | 자오더인                          | 타이완                   |
| 마법에 빠졌어요         | Chambre 212                               | 크리스토프 오노레                 | 프랑스                   |
| 원스 인 트룹쳅스크      | Однажды в Трубчевске                      | 라리사 사딜로바                   | 러시아                   |
| 파피차                  | Papicha                                   | 무니아 메두르                     | 프랑스                   |
| 진실과 거짓 사이        | Port Authority (CdO) (QP)                 | 대니얼 레소비츠                   | 미국                     |
| 육욕천 (CdO)            | 六欲天 Summer of Changsha                 | 주펑                              | 중국                     |
| 카불의 제비             | Les Hirondelles de Kaboul                 | 자부 브레망, 엘레아 고베 메베예크 | 프랑스                   |

(CdO) 표시는 황금카메라상 (Caméra d'Or) 수상 자격을 만족하는 작품이다.
(QP)  표시는 퀴어종려상 (Queer Palm) 경쟁작이다.

### 비경쟁 부문
다음은 비경쟁 부문 출품작이다.
| 한국어명               | 원제                             | 감독                             | 제작국가 |
| ---------------------- | -------------------------------- | -------------------------------- | -------- |
| 카페 벨에포크          | La Belle Époque                  | 니콜라 베도스                    | 프랑스   |
| 로켓맨 (QP)            | Rocketman                        | 덱스터 플레처                    | 영국     |
| 디에고                 | Diego Maradona (ŒdO)             | 아시프 카파디아                  | 영국     |
| 남과 여: 여전히 찬란한 | Les plus belles années d'une vie | 클로드 를루슈                    | 프랑스   |
| 투 올드 투 다이 영     | Too Old to Die Young             | 니콜라스 윈딩 레픈               | 미국     |
| 더 스페셜스 (폐막작)   | Hors normes                      | 올리비에 나카슈, 에리크 톨레다노 | 프랑스   |
| 심야 상영 작품         |                                  |                                  |          |
| 악인전                 | 악인전                           | 이원태                           | 대한민국 |
| 룩스 에테르나          | Lux Æterna                       | 가스파 노에                      | 프랑스   |

(QP) 표시는 퀴어종려상 (Queer Palm) 경쟁작이다.
(ŒdO) 표시는 다큐멘터리 부문 황금눈상 (L'Œil d'or) 출품 자격을 만족하는 작품이다.

## 수상작

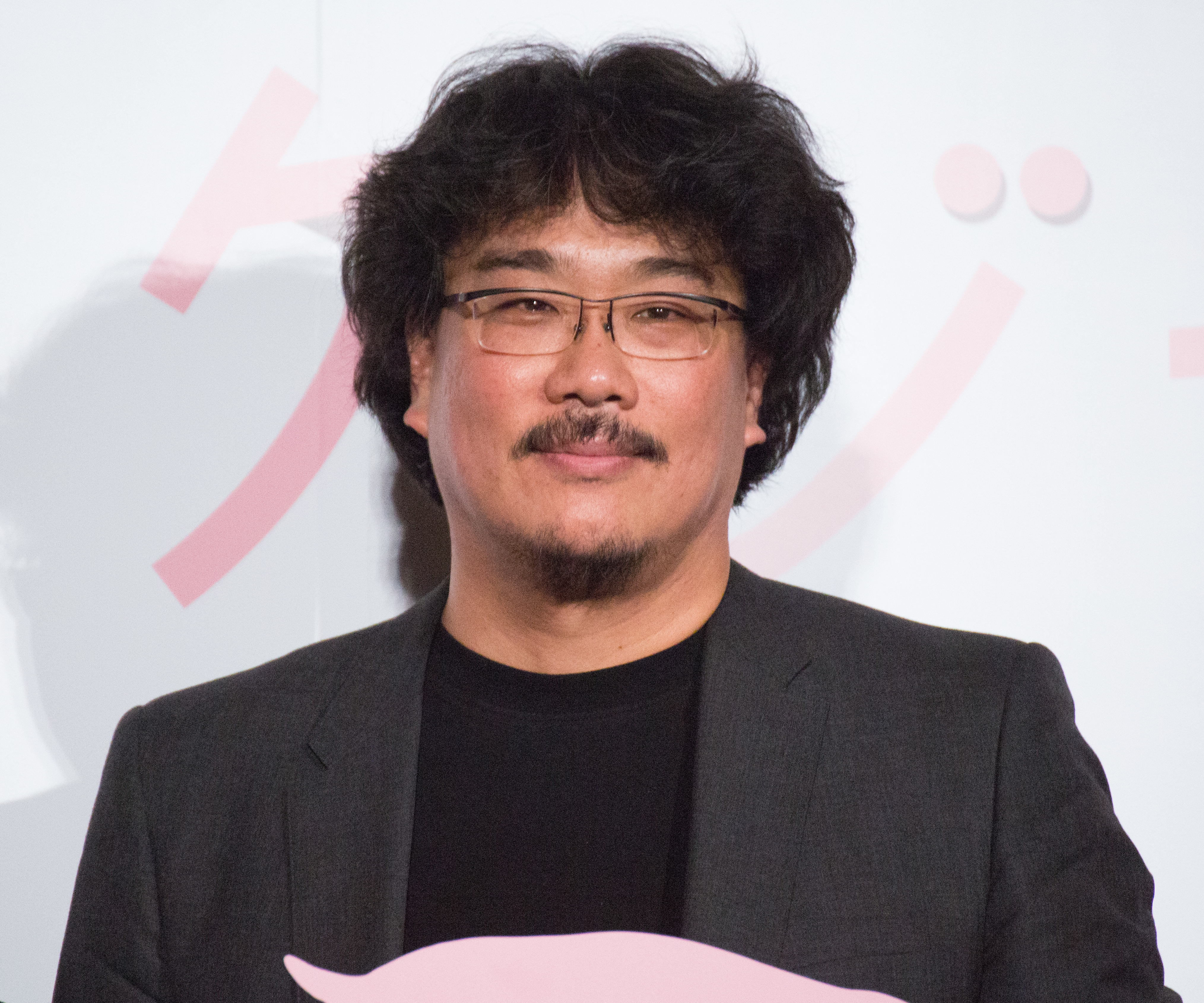
황금종려상 수상자 봉준호 감독

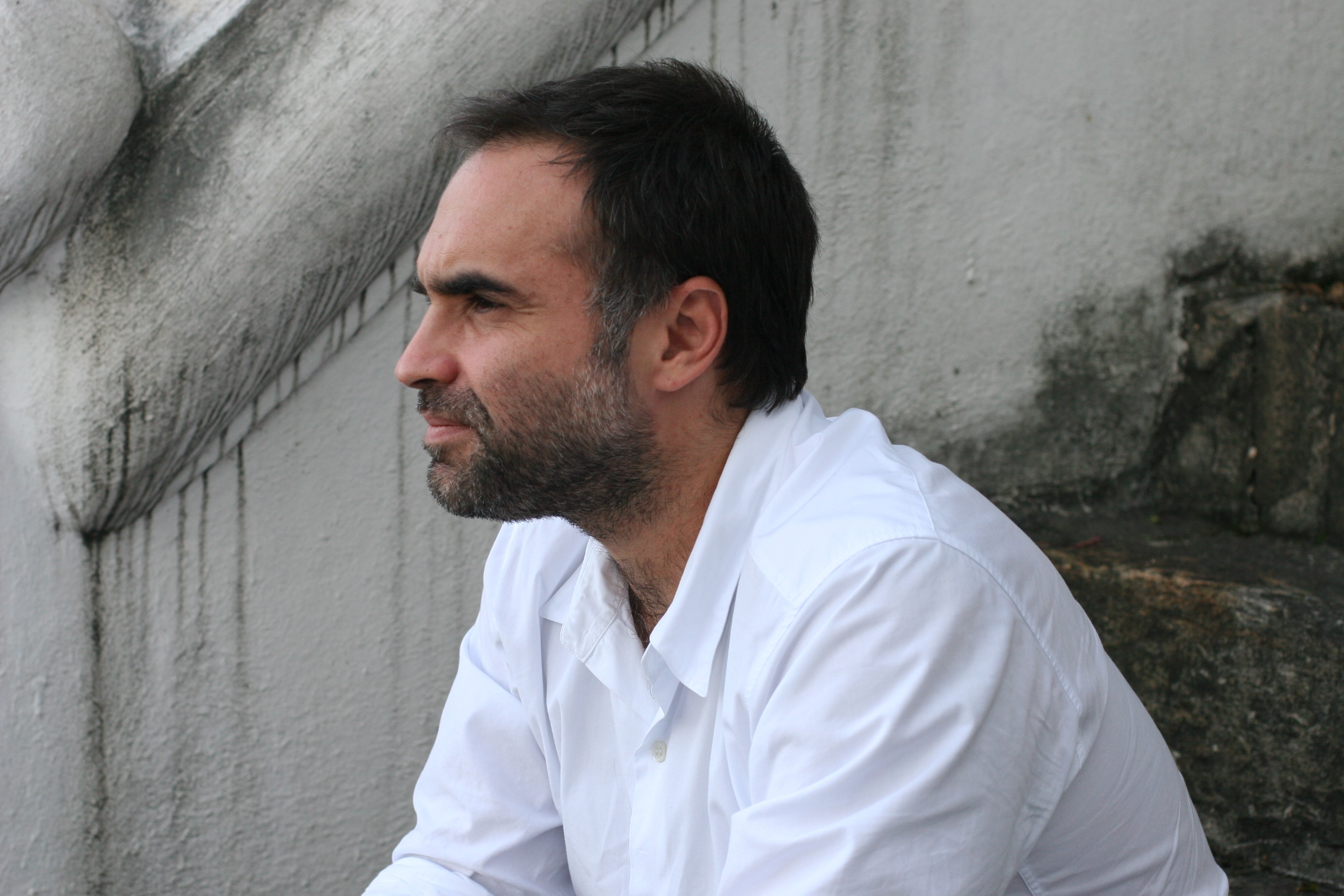
주목할 만한 시선 대상 수상자 카림 아이누즈 감독

### 공식 부문

#### 경쟁 부문
다음은 경쟁 부문 출품작의 수상 목록이다.
- 황금종려상: 기생충 (봉준호)
- 그랑프리: 애틀랜틱스 (마티 디오프)
- 심사위원상:
  - 바쿠라우 (클레베르 멘돈사 필류, 줄리아누 도르넬리스)
  - 레 미제라블 (라지 리)
- 감독상: 다르덴 형제 (소년 아메드)
- 여우주연상: 에밀리 비샴 (리틀 조)
- 남우주연상: 안토니오 반데라스 (페인 앤 글로리)
- 각본상: 셀린 시아마 (타오르는 여인의 초상)
- 특별상: 엘리아 술레이만 (머스트 비 헤븐)

#### 주목할 만한 시선
- 대상: 인비저블 라이프 (카림 아이누즈)[21]
- 심사위원상: 파이어 윌 컴 (올리베르 라헤)
- 감독상: 칸테미르 발라고프 (빈폴)
- 배우상: 키아라 마스트로이안니 (마법에 빠졌어요)
- 특별심사위원상:
  - 알베르트 세라 (리베르떼)
  - 브뤼노 뒤몽 (잔 다르크)
- 쿠프드쾨르 상:
  - 형제의 연인 (모니아 초크리)
  - 이 죽일 놈의 사랑 (마이클 앤젤로 코비노)

#### 황금카메라 부문
- 황금카메라상: 나의 어머니, 우리의 어머니들 (Our Mothers) - 세사르 디아스

#### 단편 부문
- 단편 황금종려상: 우리와 하늘 사이의 거리 (The Distance Between Us and the Sky) - 바실리스 케카토스
- 특별상: 몬스터 갓 (Monster God) - 아구스티나 산 마르틴

#### 시네파운데이션
- 1등상: Mano a mano - 루이즈 쿠르부아지에[22]
- 2등상: Hiêu - 리처드 반
- 3등상:
  - Ambience - 위삼 알 자파리
  - The Little Soul - 바르바라 루피크

#### 명예 황금종려상
- 명예 황금종려상: 알랭 들롱[23][24][25]

### 독립 부문

#### 국제영화비평가연맹상
- 경쟁부문: 머스트 비 헤븐 (엘리아 술레이만)[26]
- 주목할 만한 시선: 빈폴 (칸테미르 발라고프)
- 페러럴 섹션: 라이트하우스 (로버트 에거스) (Directors' Fortnight)

#### 에큐메니컬상
- 에큐메니컬 심사위원상: 히든 라이프 (테런스 맬릭)[27]

#### 국제비평가주간
- 네스프레소 대상: 내 몸이 사라졌다 (제레미 클라팽)[28]
- 라이츠 신 디스커버리 단편부문상 : She Runs (추양)
- 루이스 로더러 재단 떠오르는 스타상: 잉그바르 에게르트 시귀르드손 (화이트 화이트 데이)
- 간 재단 배급상 : 비바리움 (로칸 피네건)
- SACD상: 나의 어머니, 우리의 어머니들 (세사르 디아스)
- 카날+ 단편상: Ikki Illa Meint (안드리아스 회게니)

#### 디렉터스 포트나이트
- 유로파 시네마스 레이블 선정 최고의 유럽영화상: 앨리스와 시장님 (니콜라 파리제르)[29]
- SACD 선정 최고의 프랑스어 영화상: 이지 걸 (레베카 즐로토프스키)[30]
- 일리 단편영화상: Stay Awake, Be Ready (팜티엔안)
- 황금마차상: 존 카펜터[31]

#### 황금눈상
- 황금눈상:
  - 사마에게 (와드 알카테압, 에드워드 와츠)[32]
  - 꿈의 안데스 (파트리시오 구스만)

#### 퀴어종려상
- 퀴어종려상: 타오르는 여인의 초상 (셀린 시아마)[33]
- 퀴어종려 단편상: 우리와 하늘 사이의 거리 (바실리스 케카토스)

#### 프랑수아 샬레 상
- 프랑수아 샬레 상: 히든 라이프 (테런스 맬릭)[34]